# Александр Фарамон

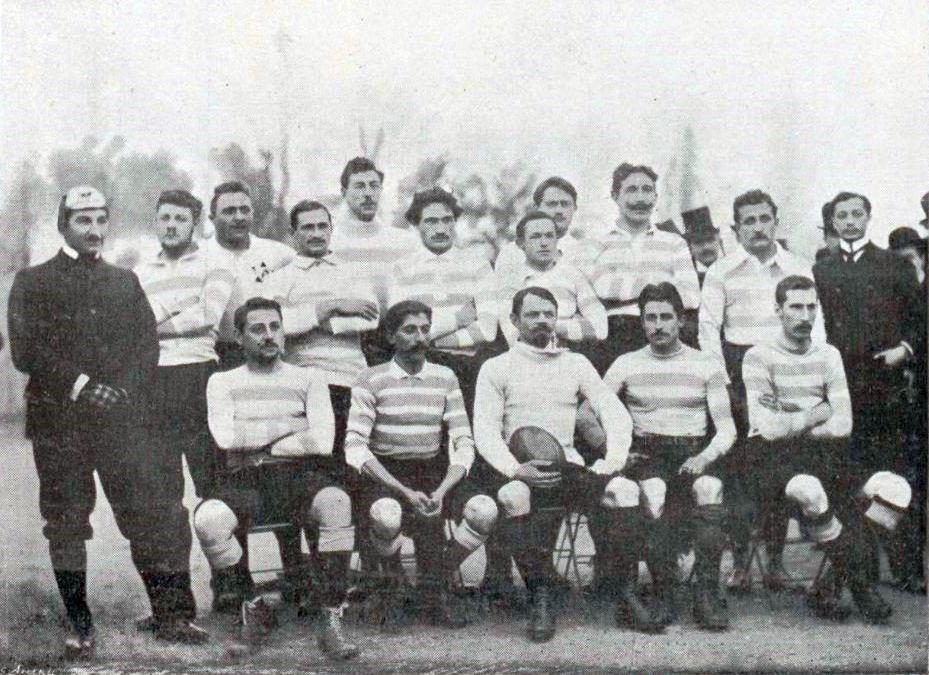

Александр Фарамон (фр. Alexandre Pharamond; 20 жовтня 1876, Париж — 4 травня 1953, Нейї-сюр-Сен) — французький регбіст, чемпіон літніх Олімпійських ігор 1900 року, чемпіон Франції в 1900 і 1901 роках.

## Спортивна кар'єра
Під час кар'єри репрезентував клуб Рейсінг Клаб де Франс, з яким здобув титул чемпіона в 1900 році, а в наступному році повторив свій вчинок разом з клубом Стад Франсе, з яким виступив в фінальних змаганнях в 1904 і 1907 році.
Разом із іншими паризькими спортсменами взяв участь у змаганнях з регбі на літніх Олімпійських іграх 1900. Виступив у двох змаганнях, коли 14 жовтня команда Франції отримала перемогу над Німеччиною з рахунком 27:17. Два тижні пізніше, вони здобули перемогу над Великою Британією з рахунком 27:8. Вигравши ці два найважливіші поєдинки, Франція отримала золоту медаль.